# St. Jakobus und St. Clemens (Brehna)

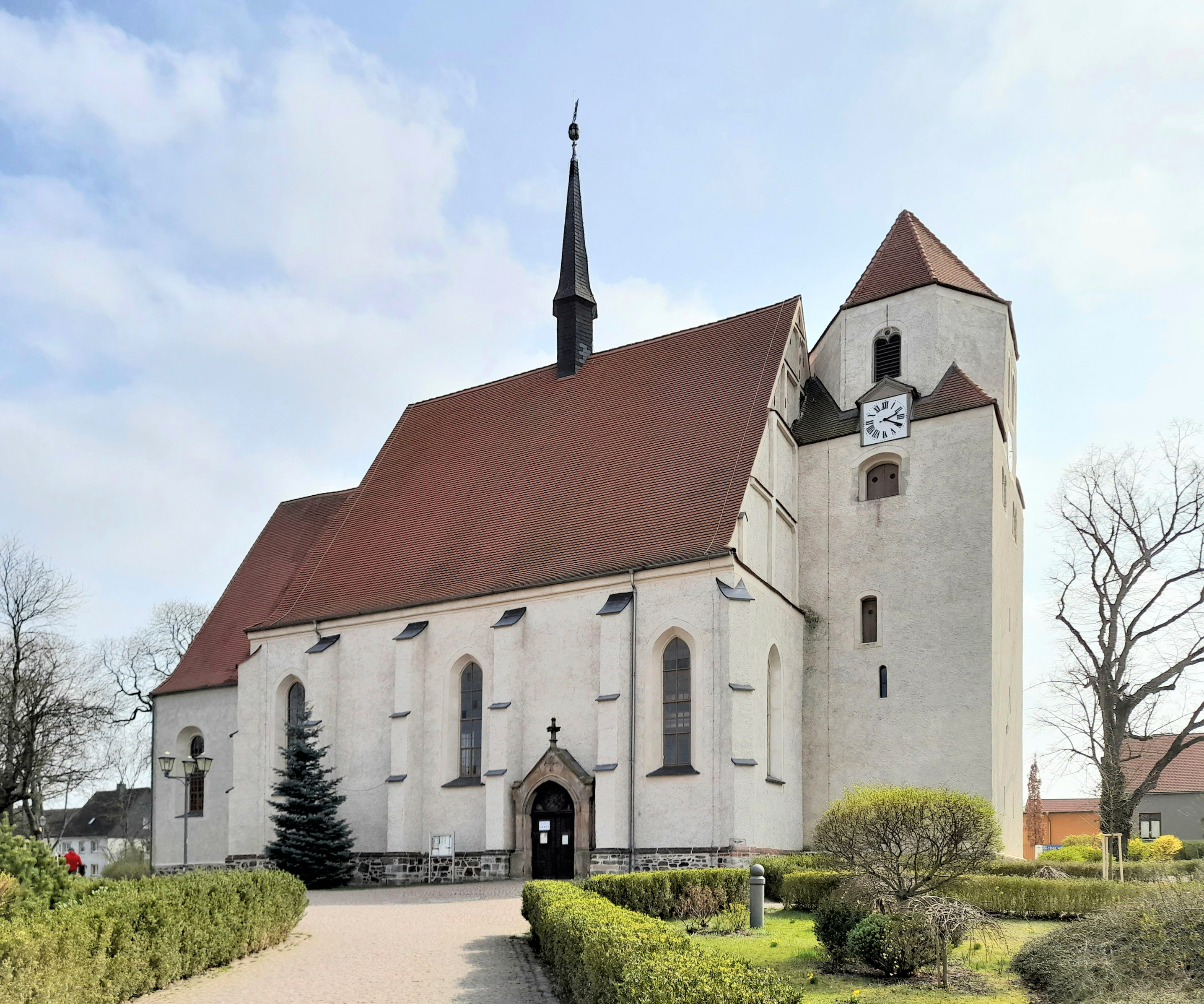
Stadt- und Klosterkirche Brehna von Norden (2022)

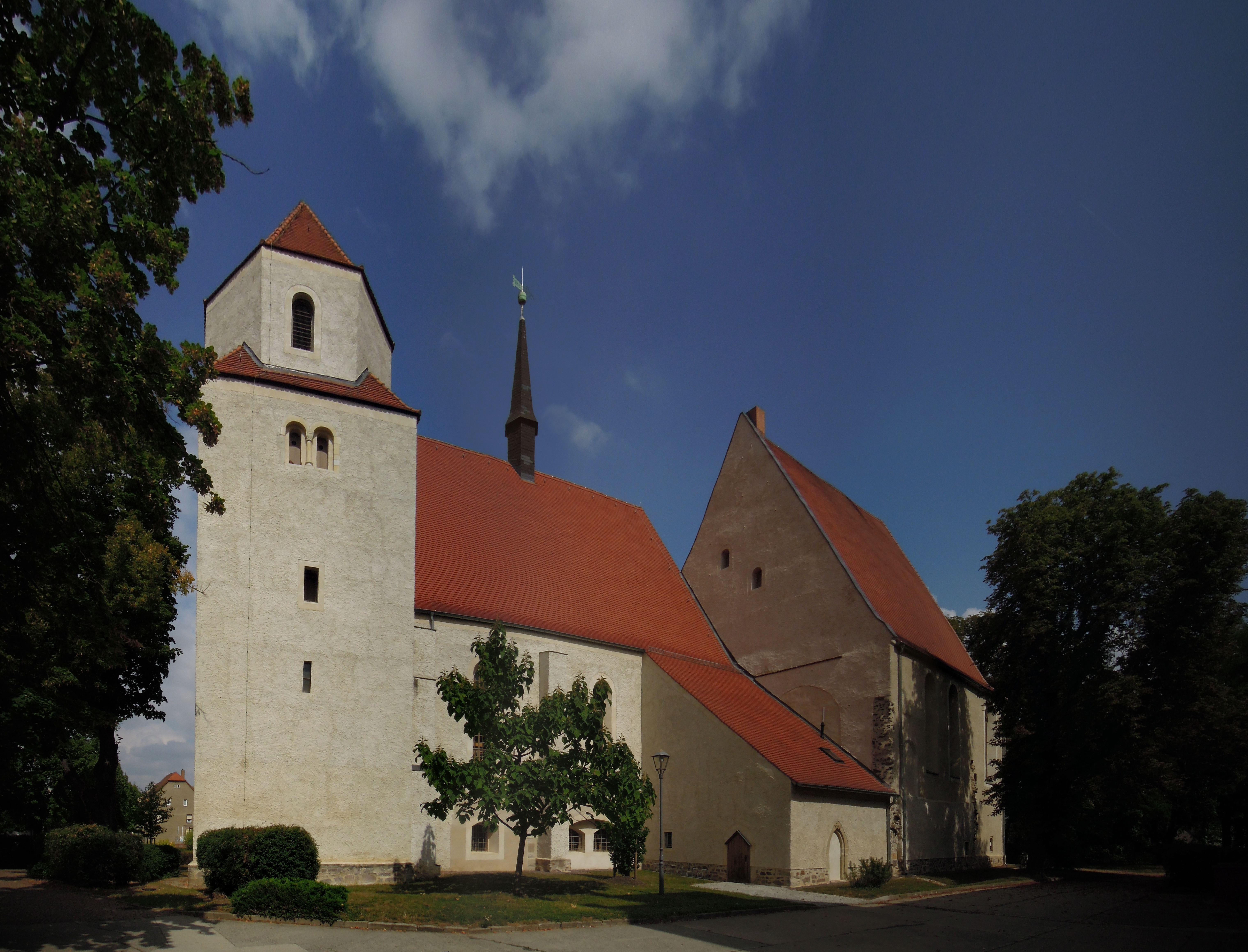
Ansicht von Süden (2022)

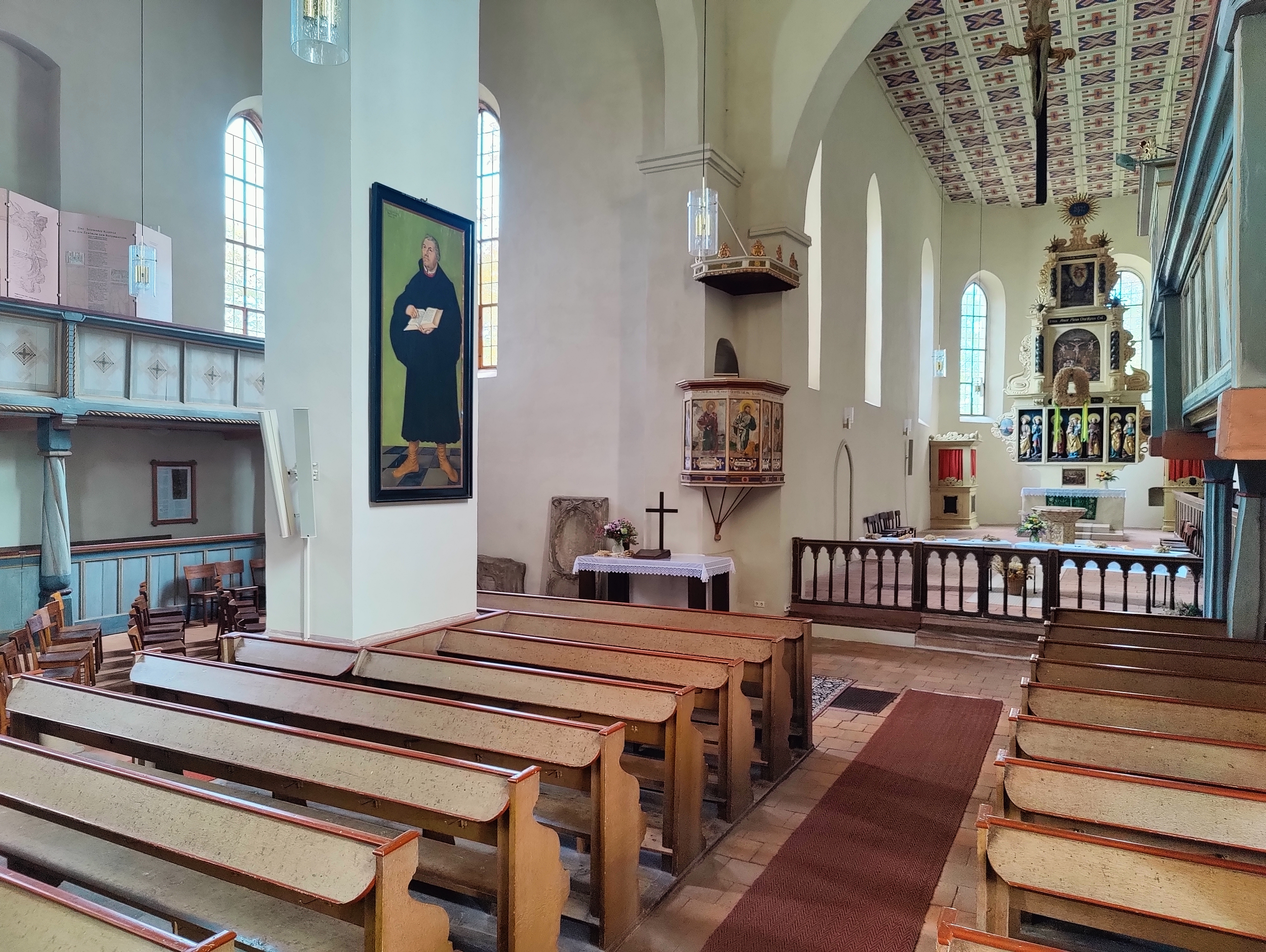
Innenansicht (2022)

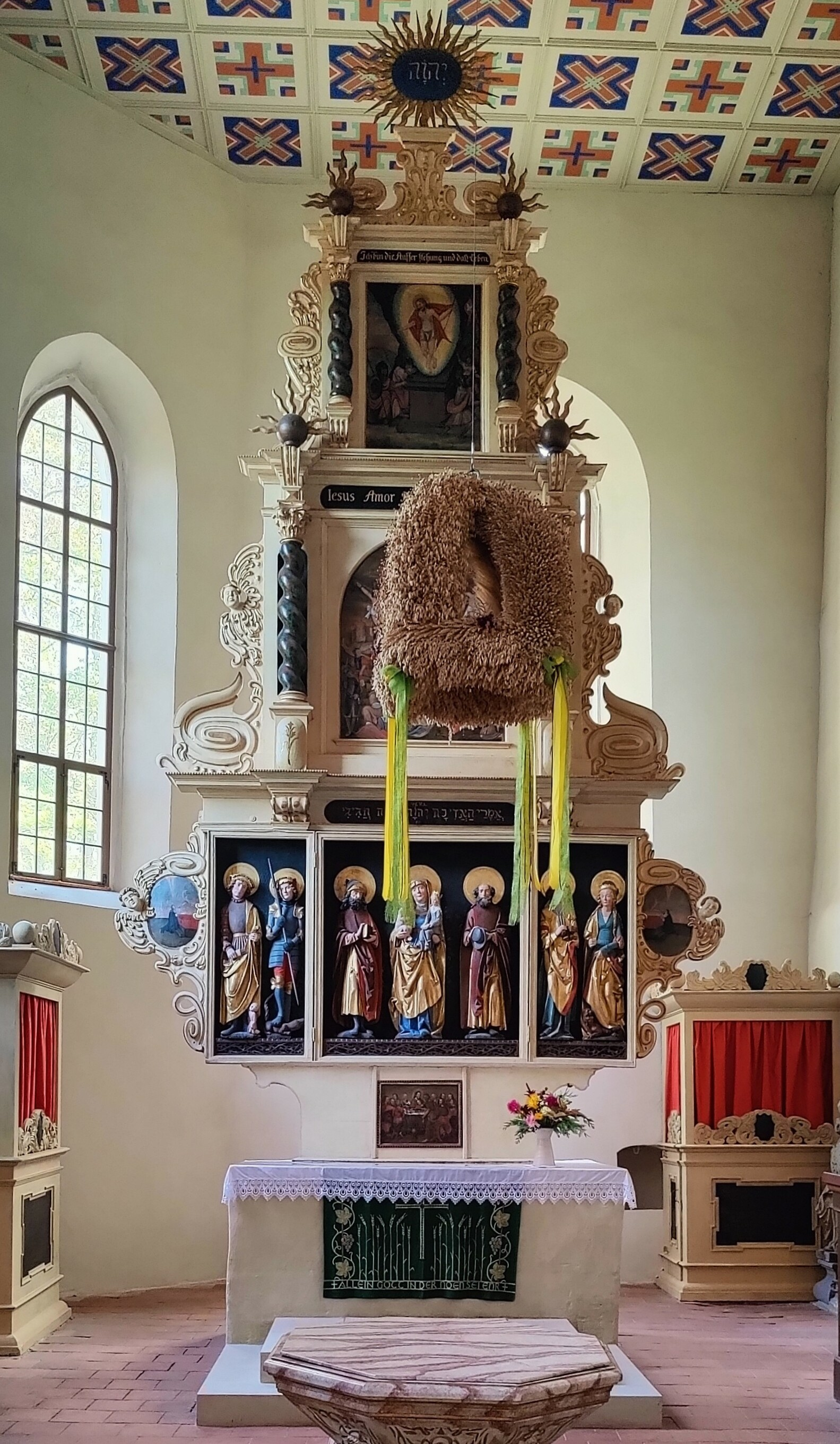
Altar, seitlich Beichtstühle

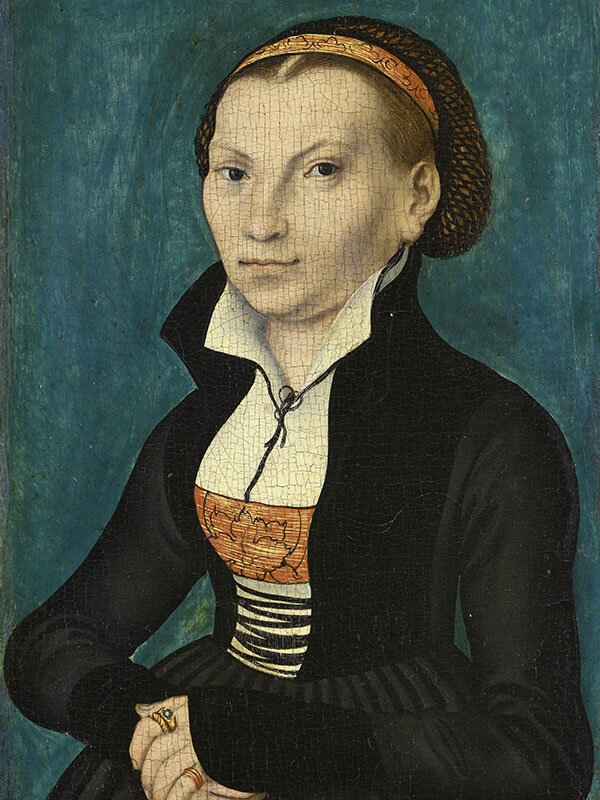
Katharina von Bora (Gemälde von Lucas Cranach dem Älteren, 1526)

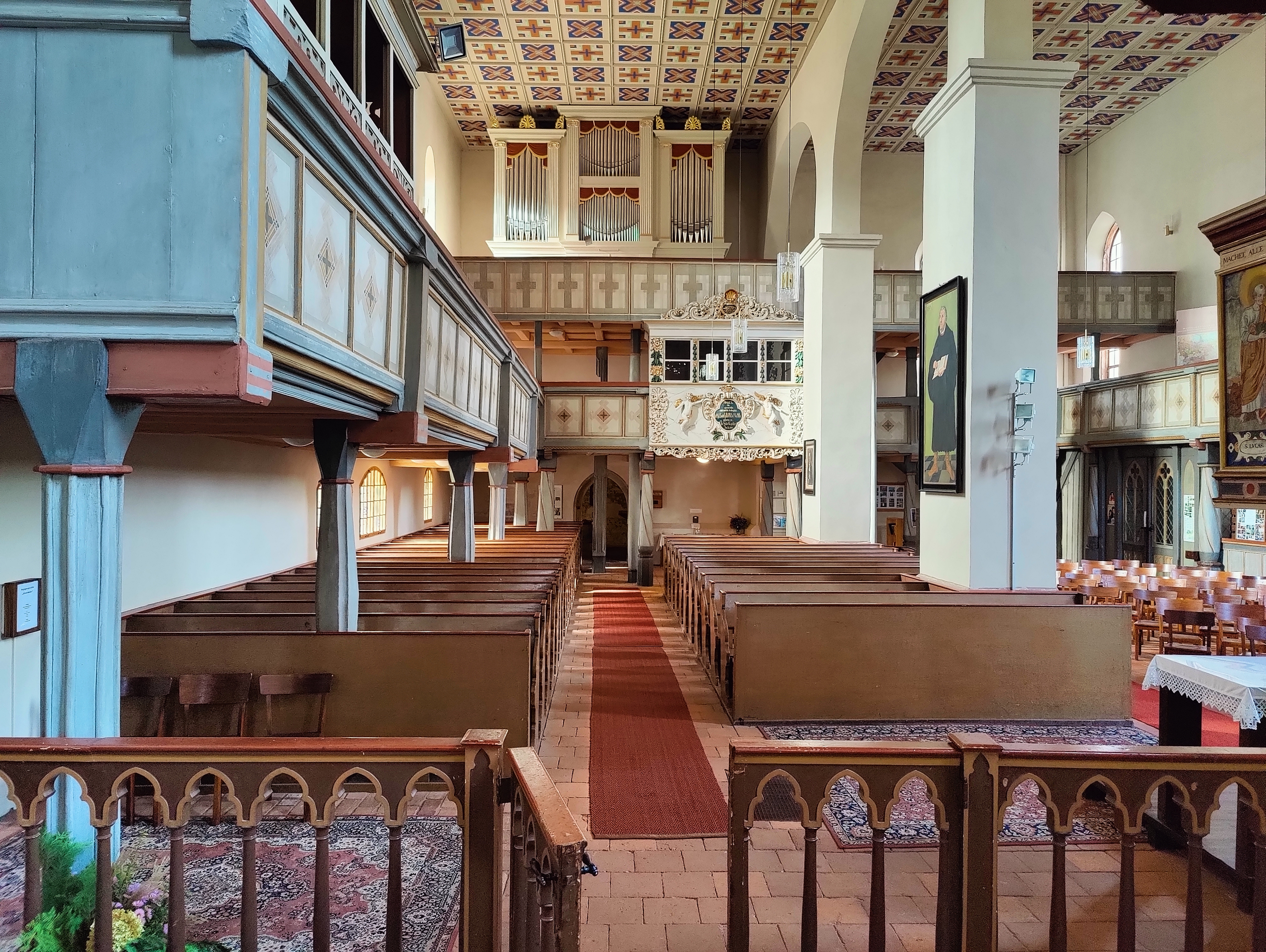
Blick zur Wäldner-Orgel

Die Doppelkirche St.-Jakobus-und-St.-Clemens-Kirche in Brehna im Landkreis Anhalt-Bitterfeld, Ortsteil der Stadt Sandersdorf-Brehna, in Sachsen-Anhalt ist eine evangelische Kirche. 
Größe und Form dieser außergewöhnlichen Kirche ergeben sich aus den drei Nutzungsgeschichten der dort jetzt verbundenen, einst eigenständigen Bauwerke Kirchturm, Klosterkirche „St. Clemens“ des angrenzenden ehemaligen Nonnenklosters und Pfarrkirche „St. Jakobus“ der Kirchengemeinde Brehna.

## Geschichte
Die Stadt- und Klosterkirche St. Jakobus Major und das Augustinerinnen-Chorfrauenstift St. Clemens bieten seit fast neun Jahrhunderten Menschen Gelegenheit, Gottes Wort zu hören, zu beten und zu singen. Sie ist Jakobus dem Älteren geweiht, zu dessen Grab in Santiago de Compostela die Menschen seit dem 8. Jahrhundert pilgern. So liegt die Vermutung nahe, dass es sich bei der Brehnaer Pfarrkirche um eine entlegene Station des Jakobsweges handelt und dass schon in vorreformatorischer Zeit Menschen auf ihrem Weg nach Süden in der Kirche Ruhe und Einkehr fanden. Deshalb wurde sie nach der Sanierung im Jahr 2003 auch für Reisende geöffnet.
Die Geschichte der Kirche ist eng verbunden mit der Geschichte von Dietrich I., Hedwig von Brehna und Katharina von Bora. Der ursprüngliche Teil der Kirche ist romanisch: der Westquerturm aus dem 10. Jahrhundert, der wohl einst als Wartturm oder Schutzburg diente. Die Kirchturmwände sind zwei Meter dick. Das sich östlich anschließende Kirchenschiff ist ebenfalls romanisch. Es wurde als einschiffiger Bruchsteinbau errichtet.
Im Jahre 1156 übernahm Friedrich I. die Grafschaft Brehna. Nach dessen Tod gründete seine Gemahlin Hedwig von Bora am 15. August 1201 St. Clemens zu Brehna und machte es zu ihrem Witwensitz. Geweiht wurde die Stiftskirche im Jahre 1202. Im Jahr 1290 wurde ein Wohnhaus für Stiftsfrauen errichtet. Die wohl bekannteste Schülerin des Stifts war Katharina von Bora, die dort zwischen 1504 und 1508 erzogen wurde.
Nach der Reformation begann der Niedergang des Klosters. Im Dreißigjährigen Krieg wurde es zerstört. Geblieben sind nur der Unterbau des Kapitelsaals und die Stiftskirche als halbes Schiff des Gesamtchores. Im 17. Jahrhundert wurde der Kirchturm erhöht, er stürzte beim großen Stadtbrand 1713 ein. Die Bruchstücke der vier Kirchturmglocken wurden ein Jahr später zu einer großen Glocke gegossen, die bis heute erhalten ist. Im Wesentlichen ist die äußere Form der Kirche bis heute unverändert geblieben.
Als Symbol für die Reisenden findet sich an der Patronatsloge im Westteil der Kirche die Jakobsmuschel, die ihren Namen nach dem Patron der Kirche trägt. Bis heute sind die hölzerne Kanzel und die am Schiff angefügten Strebepfeiler aus dem 16. Jahrhundert erhalten. Die Ausstattung der Pfarrkirche entstand überwiegend im 17. und 18. Jahrhundert. Bemerkenswert ist der mit barocken Elementen verzierte spätgotische Flügelaltar. Die Beichtstühle stammen aus dem frühen 18. Jahrhundert.
Die Stadt- und Klosterkirche ist umgeben vom Kirchhof, der bis 1900 als Friedhof genutzt wurde. Dort ist jetzt ein etwa zwei Hektar großer Park mit verschiedenen Grabmälern des Klassizismus und der Gründerzeit. Die Sanierung der Stadt- und Klosterkirche wird auch mit Spenden des Fördervereins Stadt- und Klosterkirche e.V. finanziert, welcher jährlich regelmäßig Veranstaltungen organisiert.

## Autobahnkirche
Seit dem 10. Mai 2003 dient die Kirche auch als Autobahnkirche – sie wurde vom damaligen Landesbischof Axel Noack eröffnet. Sie liegt zwischen den Anschlussstellen Zörbig und Wiedemar an der Abfahrt Halle/Bitterfeld (Nr. 13) der A 9. Die Autobahnkirche ist von beiden Fahrtrichtungen zu erreichen. Innerorts führt die Bundesstraße 100 in Richtung Halle und in Richtung Bitterfeld zur Kirche. Sie ist ganzjährig von 8 bis 18 Uhr geöffnet.

## Orgel
Am 8. November 2015 wurde die im Jahr 1835 erschaffene Orgel von Friedrich Wilhelm Wäldner nach umfangreicher Restaurierung – ausgeführt von der Hermann Eule Orgelbau Bautzen – wiedergeweiht. Möglich wurde die Wiederherstellung der Orgel dank der zweckgebundenen Einzelspende von Wilfried Wilhelm Anclam.
Die Orgel mit 22 Registern auf zwei Manualen und Pedal hat gegenwärtig (Stand 2018) folgende Disposition:
| Hauptwerk |                |     |
| 1.        | Bordoun        | 16′ |
| 2.        | Principal      | 8′  |
| 3.        | Hohlfloete     | 8′  |
| 4.        | Viola di Gamba | 8′  |
| 5.        | Gemshorn       | 8′  |
| 6.        | Gedackt        | 4′  |
| 7.        | Octave         | 4′  |
| 8.        | Octave         | 2′  |
| 9.        | Mixtur IV      |     |
| 10.       | Trompete       | 8′  |

| Oberwerk |                 |    |
| 11.      | Rohrfloete      | 8′ |
| 12.      | Flauto traverse | 8′ |
| 13.      | Gedackt         | 8′ |
| 14.      | Principal       | 4′ |
| 15.      | Flauto amabile  | 4′ |
| 16.      | Spitzfloete     | 2′ |
| 17.      | Mixtur III      |    |
| 18.      | Cornett IV      |    |

| Pedal |              |     |
| 19.   | Subbass      | 16′ |
| 20.   | Violon       | 16′ |
| 21.   | Violon Cello | 8′  |
| 22.   | Posaune      | 16′ |

- Koppeln: Coppel zum Pedal, Manual-Schiebekoppel, Ventil zum Hauptwerk, Ventil zum Oberwerk, Ventil zum Pedal

## Glocke
Nach dem Stadtbrand 1713, bei dem der Kirchturm bis hinab zum achteckigen Untergeschoss zusammenbrach, wurde 1714 von P. Becker aus Halle eine neue Glocke gegossen – diese wurde 1999 repariert.

## Varia
- Die Doppelkirche in Brehna liegt am Lutherweg Sachsen-Anhalt[6], am Jakobspilgerweg und an der Straße spätgotischer Flügelaltare.[7]
- Pastor M. (M. = Magister theologiae, Magister der Theologie) Johann Jakob Köhler war von 1754 bis 1771 Pfarrer in Brehna. In der Zeit hat er eine „Geschichte der Stadt und Grafschaft Brena“ verfasst: Geschichte der Stadt und Grafschaft Brena – nebst einem Anhange von 72 alten und neuen, meistens ungedruckten Urkunden (unveröffentlichtes Manuskript, um 1760/76), mit lateinischem Text und einer Übersetzung der Brehnaer Ersterwähnungsurkunde vom 29. September 1053. Veröffentlicht als Festschrift zur 950. Wiederkehr der urkundlichen Ersterwähnung des Namens Brehna am 29. September 1053. Hrsg. und mit Anmerkungen erläutert von Johann Friedrich Köhler. Transkription, Übersetzung und Bearbeitung von Armin Feldmann. Herausgegeben von der Stadt Brehna mit Unterstützung des Heimat- und Geschichtsvereins Brehna e.V. 248 Seiten, Brehna 2003, ohne ISBN. Leseprobe